# 夏子的酒
《夏子的酒》（日語：夏子の酒）是日本漫畫家尾瀨朗創作的漫畫作品。1988年至1991年間，在《Morning》（講談社）上連載。1994年，該漫畫改編成電視劇集，並於同年1月12日至3月23日在富士電視台播放，全11回。

## 登場人物

### 主人公
- 佐伯 夏子

佐伯酒造家的女兒，對自家吟釀「月之露」深以為榮。天生味覺敏銳且是個酒豪，為繼承哥哥用夢幻之米「龍錦」釀出日本第一名酒的遺志，毅然辭去東京廣告文案一職，回鄉致力復育「龍錦」，歷百折而不撓。在續作《奈津之藏》可知已繼承家業，並與草壁成婚，育有一女綾子。

### 佐伯家
- 佐伯 浩男

佐伯酒造社長，兩兄妹之父。秉性頑固，於公於私皆不易妥協。
- 佐伯 久子

兩兄妹之母，出身大戶人家。
- 佐伯 康男

佐伯酒造專務。滿腔熱忱只為釀酒，一心尋求夢幻之米「龍錦」而病倒，最終壯志未酬身先死，年僅30歲。
- 佐伯 和子

康男之妻。堅決留在婆家守著亡夫遺志，是夏子的強力後援。
- 佐伯 隆男

康男幼子。

### 藏人
- 山田 信助

在佐伯酒造工作30年之杜氏（とうじ、酒造管理者）。視釀酒為畢生職志，亦是康男兄妹的啟蒙良師。
- 草壁 渡

康男大學學弟，亦是他的知己。佐伯酒造的新人，率性不拘，亦是個酒豪，被山田視為後繼者。喜歡夏子。
- 涉谷

負責麴屋之人。曾因妻子難產心煩而對夏子出言不遜。
- 掛川

負責碾米之人。

### 栽培會
- 廣岡 良幸

農協組長，目睹胞弟因農藥致死，而一改先前對有機農業的猶疑態度。
- 宮川 輝

種稻名人。嗜酒如命，拒絕兒子的孝親費而鎮日酩酊大醉，並賭氣荒廢耕田，為夏子感悟而教導其種稻技巧。
- 豪田 誠

郊外的農家。有著一張落腮鬍且慍怒的臉，主張農家不能以農作換取金錢，是個乖僻的有機農業提倡者。最後與冴子結婚。
- 橋本 冴子

夏子小學同學。討厭鄉村而到東京謀職，卻因不倫戀而狼狽返鄉。初時嫌惡夏子的純真，過著渾噩的日子，見到夏子奮往無畏的精神而漸漸被感染，不顧父親反對而開始如農婦般勤懇地生活，愛上指導她的豪田，最後與其結婚。
- 吉田

佐伯家佃農。女兒因農藥致有失明之虞，從此決心推廣有機農業。
- 澤口 仁吉

夏子小學同學。雖對有機農業略有顧慮，但仍支持夏子。
- 田中 靜江

仁吉女友。農業機械化衝擊下的受害者，對過往艱辛不堪回首，為夏子和仁吉之赤誠動容，亦決心投身種植。

### 其他
- 黑岩 慎吾

夏子小學同學。對家業不以為然，切恥於父親製造劣酒「桃娘」、牟取暴利等卑劣手段，受夏子影響，誓言革新，以期能造出與夏子競爭的美酒。暗戀夏子。
- 內海 英二

內海酒造的年輕社長。為人精察，與康男意趣相合，以自家吟釀「美泉」蟬聯4年金獎。戀慕夏子。
- 山川 吾郎

內海酒造的杜氏，技藝爐火純青。
- 阿川

資歷5年的杜氏，前內海酒造的「頭」(杜氏之輔佐)。出身但馬，渴望遇上真正識酒的藏主。
- 上田 久

前國稅局鑑定官，退休後巡訪各地酒造，進行技術指導。
- 原田 夫

夏子任職東京時的上司，相當器重夏子。
- 保本 勉 / 西脇 優二

酒商。

## 續作
《奈津之藏》（日語：奈津の蔵）是日本漫畫家尾瀨朗繼前作《夏子的酒》後，於1998年至2000年間，再次連載於《Morning》（講談社）的作品。全4卷、全47話。

### 登場人物

#### 主人公
- 佐伯 奈津

自18歲嫁入佐伯家始，即恪盡為人媳、為人妻、為人母之道，飽經憂患而仍堅忍不拔。在戰後一片凋敝之中，發揮鑑酒天賦，肩起釀造之責，使得失去男主人的佐伯家轉危為安。是破除諸多禁忌的第一人。

#### 佐伯家
- 佐伯 幸衛門

舊禮教下的典型公婆。信奉「女人是污穢的」、「女人不能進酒倉」等荒謬迷信。
- 阿富

舊禮教下的典型公婆。相當以夫為尊，常呵叱奈津的「踰矩」行為。
- 佐伯 善造

原有志於電工學家，然因兄長去世而被迫返鄉繼承家業，並與奈津相親結婚，夫妻間琴瑟和鳴，也發覺奈津的天賦，對所謂女人的束縛不屑一顧。將電力與精密設備導入村子，又改良技術，致力於吟釀。中日戰爭時被徵召，戰死於前線。
- 佐伯 菊江

在生身父母相繼離開後，過繼給叔父。性早熟，聰慧善文，看盡人間甘苦後與安巿結婚。
- 佐伯 浩男

善造與奈津之子，親睹母親嚐盡辛酸後立志圖強。
- 佐伯 綾

善造與奈津之女，年5歲時患上麻疹，卻因長岡空襲而延誤救治，不幸夭殤。

#### 傭工
- 深澤 泰助

釀酒師傅。
- 桑田 安巿

一心朝著釀酒師之路而努力不懈的學徒，在前程大好時應召入伍，一度杳無音訊，最終歷劫歸來後與菊江結婚，亦重作馮婦。
- 柿澤 保

佐伯家的箍桶匠，阿靜的丈夫。原是個寡默勤謹之人，於中日戰爭歸來後，身心受創，性格驟變。
- 阿靜

佐伯家的女傭。本作透過年邁的她向夏子憶述其祖母奈津種種過往，窺見時代下的悲歡離合。
- 平尾 貞子

佐伯家的保母，食量奇大。

#### 其他
- 清水 萠

菊江生母。丈夫死後改嫁，後因思女成疾而死。
- 芹澤 未希

繪畫天賦過人，惜出身貧苦，不得不委身花街，為賺錢而遠赴滿州，蒙受不潔，命運多舛。晚年居於東京，以繪畫療癒心中瘡痍。
- 黑岩

「桃娘」的釀造者。主張吟釀不該摻雜異質而能保有原來風味，使善造有所啟發。可惜子不肖父，家風衰靡。
- 金井 少尉

善造結識於前線的同袍，捎來善造的骨灰。佐伯家陷入存廢危機時，幸有其施予援手。

## 出版書籍

### 夏子的酒
單行本
| 冊數 | 講談社         | 講談社                 | 尖端出版社     | 尖端出版社         |
| 冊數 | 發售日期       | ISBN                   | 發售日期       | ISBN               |
| ---- | -------------- | ---------------------- | -------------- | ------------------ |
| 1    | 1988年12月15日 | ISBN 978-4-06-102665-0 | 1995年11月30日 | ISBN 957-10-0194-5 |
| 2    | 1989年3月20日  | ISBN 978-4-06-102672-8 | 1996年1月31日  | ISBN 957-10-0195-3 |
| 3    | 1989年6月20日  | ISBN 978-4-06-102679-7 | 1996年1月31日  | ISBN 957-10-0196-1 |
| 4    | 1989年9月20日  | ISBN 978-4-06-102685-8 | 1996年1月31日  | ISBN 957-10-0197-X |
| 5    | 1989年12月15日 | ISBN 978-4-06-102690-2 | 1996年3月15日  | ISBN 957-10-0198-8 |
| 6    | 1990年3月20日  | ISBN 978-4-06-102701-5 | 1996年3月31日  | ISBN 957-10-0199-6 |
| 7    | 1990年6月18日  | ISBN 978-4-06-102710-7 | 1996年3月31日  | ISBN 957-10-0200-3 |
| 8    | 1990年9月20日  | ISBN 978-4-06-102719-0 | 1996年3月31日  | ISBN 957-10-0201-1 |
| 9    | 1990年12月14日 | ISBN 978-4-06-102728-2 | 1996年3月31日  | ISBN 957-10-0202-X |
| 10   | 1991年2月21日  | ISBN 978-4-06-102738-1 | 1996年7月30日  | ISBN 957-10-0203-8 |
| 11   | 1991年3月20日  | ISBN 978-4-06-102740-4 | 1996年9月30日  | ISBN 957-10-0204-6 |
| 12   | 1991年4月19日  | ISBN 978-4-06-102744-2 | 1996年10月30日 | ISBN 957-10-0205-4 |

文庫版
| 冊數 | 講談社        | 講談社                 |
| 冊數 | 發售日期      | ISBN                   |
| ---- | ------------- | ---------------------- |
| 1    | 1994年12月2日 | ISBN 978-4-06-260005-7 |
| 2    | 1994年12月2日 | ISBN 978-4-06-260006-4 |
| 3    | 1995年2月2日  | ISBN 978-4-06-260017-0 |
| 4    | 1995年2月2日  | ISBN 978-4-06-260018-7 |
| 5    | 1995年3月2日  | ISBN 978-4-06-260036-1 |
| 6    | 1995年3月2日  | ISBN 978-4-06-260037-8 |
| 7    | 1995年4月4日  | ISBN 978-4-06-260047-7 |
| 8    | 1995年4月4日  | ISBN 978-4-06-260048-4 |
| 9    | 1995年4月28日 | ISBN 978-4-06-260064-4 |
| 10   | 1995年4月28日 | ISBN 978-4-06-260065-1 |
| 11   | 1995年6月2日  | ISBN 978-4-06-260075-0 |
| 12   | 1995年6月2日  | ISBN 978-4-06-260076-7 |

豪華版
| 冊數 | 講談社        | 講談社                 |
| 冊數 | 發售日期      | ISBN                   |
| ---- | ------------- | ---------------------- |
| 1    | 1999年5月19日 | ISBN 978-4-06-334063-1 |
| 2    | 1999年5月19日 | ISBN 978-4-06-334064-8 |
| 3    | 1999年6月21日 | ISBN 978-4-06-334090-7 |
| 4    | 1999年6月21日 | ISBN 978-4-06-334091-4 |
| 5    | 1999年7月19日 | ISBN 978-4-06-334097-6 |
| 6    | 1999年7月19日 | ISBN 978-4-06-334098-3 |

新裝版
| 冊數 | 講談社         | 講談社                 |
| 冊數 | 發售日期       | ISBN                   |
| ---- | -------------- | ---------------------- |
| 1    | 2004年6月11日  | ISBN 978-4-06-360753-6 |
| 2    | 2004年7月9日   | ISBN 978-4-06-360760-4 |
| 3    | 2004年8月10日  | ISBN 978-4-06-360769-7 |
| 4    | 2004年9月10日  | ISBN 978-4-06-360782-6 |
| 5    | 2004年10月8日  | ISBN 978-4-06-360795-6 |
| 6    | 2004年11月12日 | ISBN 978-4-06-360826-7 |

### 奈津之藏
單行本
| 冊數 | 講談社        | 講談社                 | 尖端出版社    | 尖端出版社         |
| 冊數 | 發售日期      | ISBN                   | 發售日期      | ISBN               |
| ---- | ------------- | ---------------------- | ------------- | ------------------ |
| 1    | 1999年5月19日 | ISBN 978-4-06-328632-8 | 2000年5月30日 | ISBN 957-10-2211-X |
| 2    | 1999年8月20日 | ISBN 978-4-06-328649-6 | 2000年6月15日 | ISBN 957-10-2241-1 |
| 3    | 2000年2月21日 | ISBN 978-4-06-328678-6 | 2000年8月15日 | ISBN 986-30-4090-8 |
| 4    | 2000年9月20日 | ISBN 978-4-06-328712-7 | 2001年1月15日 | ISBN 986-30-4227-7 |

文庫版
| 冊數 | 講談社         | 講談社                 |
| 冊數 | 發售日期       | ISBN                   |
| ---- | -------------- | ---------------------- |
| 1    | 2003年10月10日 | ISBN 978-4-06-360635-5 |
| 2    | 2003年11月12日 | ISBN 978-4-06-360646-1 |
| 3    | 2003年12月12日 | ISBN 978-4-06-360669-0 |
| 4    | 2004年1月9日   | ISBN 978-4-06-360695-9 |

## 電視劇
- 佐伯夏子：和久井映見
- 佐伯康男：中井貴一
- 佐伯浩男：高松英郎（日语：高松英郎）
- 草壁渡：萩原聖人
- 荒木誠司：石黑賢
- 佐伯和子：若村麻由美
- 橋本冴子：松下由樹
- 山田信助：下條正巳
- 宮川源平：山谷初男（日语：山谷初男）
- 內海英二：風間徹
- 原田恒夫：美木良介（日语：美木良介）
- 前輩文案：西村雅彥
- 澤口仁吉：宮下直紀（日语：宮下直紀）
- 田中靜江：長谷川真弓（日语：長谷川真弓 (女優)）
- 仁吉之父：平泉成
- 黑岩慎吾：矢野泰二（日语：矢野泰二）
- 橋本冴子之母：白川和子
- 吉田一郎：川原和久（日语：川原和久）
- 吉田一郎之妻：深浦加奈子（日语：深浦加奈子）
- 莊田優志
- 依田朋子
- 坂本明（日语：坂本あきら (俳優)）
- 加賀谷純一（日语：加賀谷純一）

## 外部連結
- 夏子的酒在動畫新聞網百科全書中的資料（英文）